# Наместово (Вологодская область)
Наместово — деревня в Междуреченском районе Вологодской области.
Входит в состав Ботановского сельского поселения (с 1 января 2006 года по 8 апреля 2009 года входила в Хожаевское сельское поселение), с точки зрения административно-территориального деления — в Хожаевский сельсовет.
Расстояние до районного центра Шуйского по автодороге — 39 км, до центра муниципального образования Игумницева по прямой — 12 км. Ближайшие населённые пункты — Хожаево, Алексеево, Гаврилково.
По переписи 2002 года население — 52 человека (22 мужчины, 30 женщин). Всё население — русские.